# Regina Grabolle
Regina Grabolle (* 18. Mai 1965) ist eine ehemalige deutsche Turnerin der DDR. Für ihren Verein SC Dynamo Berlin gewann sie 1977 die Landesmeisterschaften im Bodenturnen, 1979 und 1980 die im Mehrkampf. Bei den Turn-Weltmeisterschaften 1979 wurde sie Dritte am Schwebebalken und mit der Mannschaft. Für die Olympischen Spiele 1980 war sie nominiert, musste aber, schon im olympischen Dorf angekommen, aufgrund gesundheitlicher Probleme aufgeben.
Grabolle hat durch den Leistungssport eine zwanzigprozentige Invalidität an der Wirbelsäule davongetragen. Heute arbeitet sie als Physiotherapeutin.